# North West Mounted Police (film)
North West Mounted Police is een Amerikaanse actiefilm uit 1940 onder regie van Cecil B. DeMille. De film werd destijds in Nederland uitgebracht onder de titel De laatste stormloop.

## Verhaal
De Texaanse agent Dusty Rivers reist naar Canada om daar samen met de bereden politie de moordenaar Jacques Courbeau op te sporen. Hij belandt in een opstand van indianen, die een eigen stuk grond opeisen. Bovendien wordt hij verliefd op April Lagon, een verpleegster wier broer een band heeft met Courbeau.

## Rolverdeling
| Acteur            | Personage              |
| ----------------- | ---------------------- |
| Gary Cooper       | Dusty Rivers           |
| Madeleine Carroll | April Logan            |
| Paulette Goddard  | Louvette Corbeau       |
| Preston Foster    | Sergeant Jim Brett     |
| Robert Preston    | Ronnie Logan           |
| George Bancroft   | Jacques Corbeau        |
| Lynne Overman     | Tod McDuff             |
| Akim Tamiroff     | Dan Duroc              |
| Walter Hampden    | Big Bear               |
| Lon Chaney jr.    | Shorty                 |
| Montagu Love      | Inspecteur Cabot       |
| Francis McDonald  | Louis Riel             |
| George E. Stone   | Johnny Pelang          |
| Willard Robertson | Commissaris Harrington |
| Regis Toomey      | Jerry Moore            |

## Prijzen en nominaties
| Jaar | Prijs  | Categorie                | Genomineerde(n)                | Uitslag     |
| ---- | ------ | ------------------------ | ------------------------------ | ----------- |
| 1940 | Oscars | Beste productieontwerp   | Hans Dreier Roland Anderson    | Genomineerd |
| 1940 | Oscars | Beste camerawerk (kleur) | Victor Milner W. Howard Greene | Genomineerd |
| 1940 | Oscars | Beste montage            | Anne Bauchens                  | Gewonnen    |
| 1940 | Oscars | Beste originele muziek   | Victor Young                   | Genomineerd |
| 1940 | Oscars | Beste geluid             | Loren L. Ryder                 | Genomineerd |